# Arhopala penanga
Arhopala penanga är en fjärilsart som beskrevs av Corbet 1941. Arhopala penanga ingår i släktet Arhopala och familjen juvelvingar. Inga underarter finns listade i Catalogue of Life.